# Drijber
Drijber  (Drents: Drieber) is een dorp in de gemeente Midden-Drenthe, in de Nederlandse provincie Drenthe. Het is gelegen ten zuidoosten van Wijster. Net ten westen van Drijber ligt de VAM-berg, een kunstmatige heuvel die het hoogste punt van Drenthe vormt.
Op de plek van het dorp was al sprake van bewoning rond het jaar 300 maar het latere dorp is pas in de Middeleeuwen ontstaan. Het dorp werd in 1217 vermeld als Triburd, in 1348 als Drybort, in 1449 als Driberte en 1530 als Dryberde.
In 1840 had het dorp 68 inwoners verdeeld over negen woningen rond de hoofdkern. Binnen de bebouwde kom stonden er in 2010 45 huizen met 120 inwoners, het buitengebied telde 90 woningen en een inwonertal van 385. Samen maakt dat 505 inwoners. Daarmee is het stuk groter geworden. Dat is mede door de ontginningen in het buitengebied in de 20ste eeuw.
Even ten zuiden van het dorp staat de Gereformeerde kerk uit 1939. De huidige kerk staat direct naast de eerste kerk die in 1928 werd gebouwd en sinds de bouw van de nieuwe kerk in gebruik is als verenigingsgebouw.
Hoofdplaats: Beilen

Overige kernen: Alting · Balinge · Beilervaart · Bovensmilde · Brunsting · Bruntinge · De Polle · Drijber · Elp · Eursing · Eursinge · Garminge · Hijken · Hijkersmilde · Holthe · Hoogersmilde · Hooghalen · Klatering · Laaghalen · Laaghalerveen · Lieving · Lievingerveld · Makkum · Mantinge · Nieuw-Balinge · Norgervaart (deels) · Oosthalen · Oranje · Orvelte · Smalbroek · Rheeveld · Smilde · Spier · Terhorst · Westerbork · Wijster · Witteveen · Zuidveld · Zwiggelte

Drenthe: Steden en dorpen      Nederland: Provincies · Gemeenten